# NINE PERCENT
NINE PERCENT（中文：百分九少年）是依據愛奇藝首檔偶像男團競演養成類真人秀《偶像練習生》的出道承諾，於2018年交由大眾票選出的九人男子唱跳音樂團體，成員包括蔡徐坤、陳立農、范丞丞、Justin黃明昊、林彥俊、朱正廷、王子異、小鬼王琳凱、尤長靖。該團於2018年4月6日在節目中正式出道，2019年10月6日合約期滿，進行為期一年半的限定活動。

## 組合資料

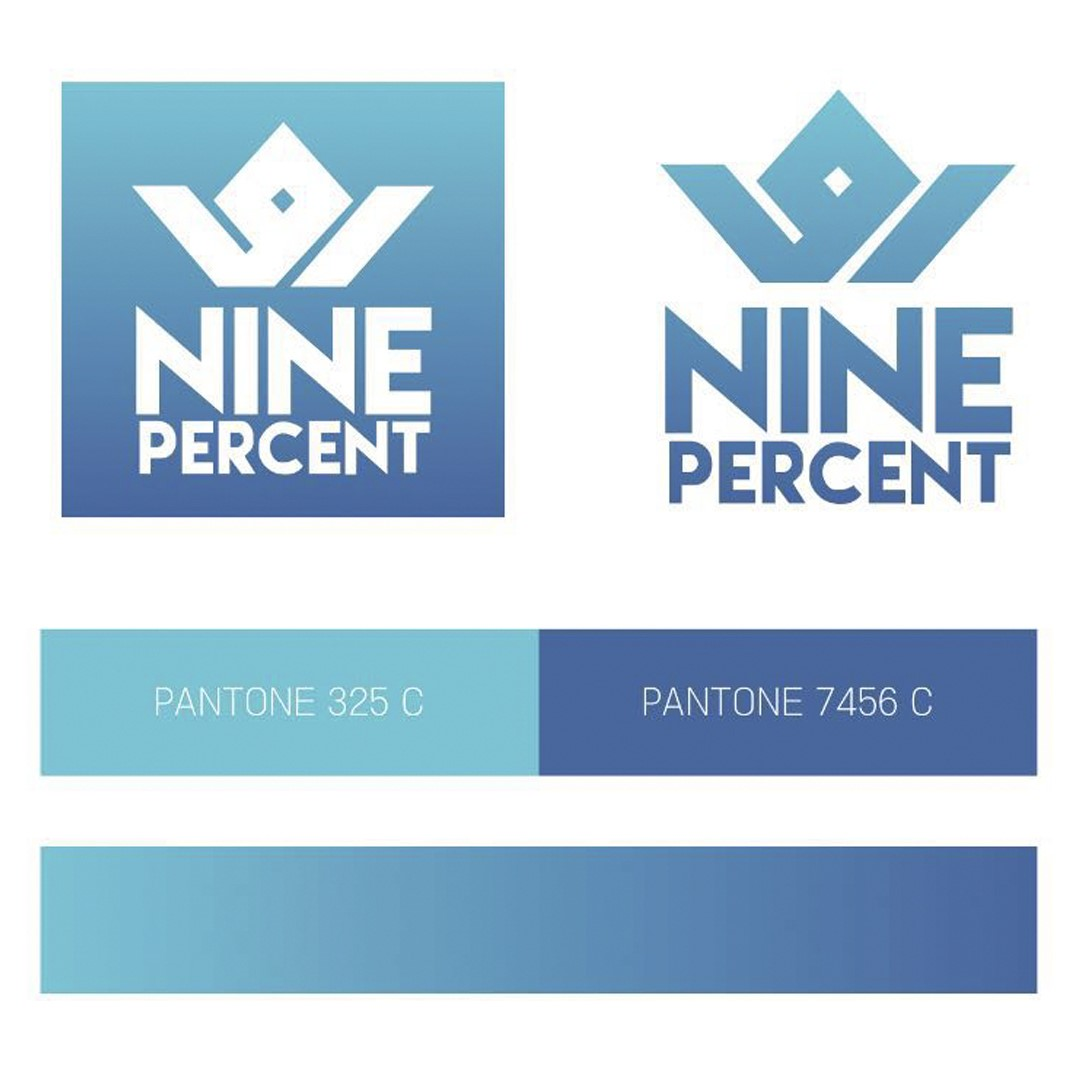
NINE PERCENT 官方標誌及顏色

### 團名由來
團名「NINE PERCENT」由全民製作人取名，經《偶像練習生》節目組選入後由張藝興在總決賽公布。本意「百分之九」，寓意著「NINE PERCENT的每一位成員，將帶著另外91位練習生的夢想，用自己百分之百的努力去守護這9%的幸運，越努力越幸運！」。問候口號為「大家好，我們是——NINE PERCENT！」並在說出NINE PERCENT的同時彎起食指呈「9」的手勢。

### 官方粉絲名
團粉名為「NINE's」，意指「屬於九位少年的專屬奇蹟」，由九位成員一人兩票，共同投票選出，於2018年5月25日在官方微博公布。
另外投票第二名「九妹」，被粉絲當作中文別名，使用在非正式、輕鬆詼諧場合。實物形象則是「奶昔」，源於2018年11月24日首張專輯廣州分享會，團員尤長靖說：「NINE's中文外號可以叫做奶昔妹妹」。

### 成員列表
- 粗體字為隊長、C位。
- 鉴于娱乐圈的官方身高未必真实[c]，下表数据是查核比对后的结果(±1cm)。
- 经纪公司为出道成团期间个人隶属公司。

| 姓名        | 英文名     | 出生日期 國籍／出生地                      | 淨身高／體重 | 經紀公司           | 個人粉絲名 | 代表色 |
| 蔡徐坤      | KUN        | 1998年8月2日 · 中华人民共和国／浙江溫州    | 182cm 57kg   | 蔡徐坤工作室       | IKUN       | 王者金 |
| 陳立農      | Leo        | 2000年10月3日 · 中華民國／台灣高雄         | 185cm 69kg   | 傳奇星娛樂         | 農糖       | 桃浦粉 |
| 范丞丞      | Adam       | 2000年6月16日 · 中华人民共和国／山東青島   | 183.5cm 69kg | 樂華娛樂（已解约） | 丞星       | 橙金色 |
| 黃明昊      | Justin     | 2002年2月19日 · 中华人民共和国／浙江溫州   | 181cm 65kg   | 樂華娛樂           | Nana       | 若芽色 |
| 林彥俊      | Evan       | 1995年8月24日 · 中華民國／海南海口         | 181cm 61kg   | 香蕉娛樂           | Evanism    | 水色   |
| 朱正廷      | Theo       | 1996年3月18日 · 中华人民共和国／安徽馬鞍山 | 183cm 58kg   | 樂華娛樂           | 珍珠糖     | 初恋粉 |
| 王子異      | Boogie     | 1996年7月13日 · 中华人民共和国／山西太原   | 186cm 72kg   | 簡單快樂（已解约） | ISEE       | 绀青   |
| 小鬼 王琳凱 | Lil Ghost  | 1999年5月20日 · 中华人民共和国／山東烟台   | 178cm 57kg   | 果然天空           | 達琳       | 柠檬黄 |
| 尤长靖      | Azora Chin | 1994年9月19日 · 马来西亚／柔佛             | 174cm 63kg   | 香蕉娛樂           | 西柚       | 西柚色 |

## 發展歷程

### 2018年
4月6日，蔡徐坤、陳立農、范丞丞、Justin、林彥俊、朱正廷、王子異、小鬼、尤長靖透過愛奇藝《偶像練習生》全民票選出最終優勝九人後正式出道，並以限定組合NINE PERCENT成員的名義和愛豆世紀旗下藝人的身分進行為期一年半的活動。隨後，赴美國洛杉磯進行為期20天的專業集訓。5月5日，開啟巡迴粉絲見面會《THX with LOVE》，首站在上海梅賽德斯奔馳文化中心。5月31日，在湖南衛視嘉賓訪談遊戲秀節目《快乐大本营》首度集體亮相。6月15日，愛奇藝美國集訓官方纪录片《NINEPERCENT花路之旅》開播。11月9日，發行首張專輯《TO THE NINES》，主打歌為《創新者》。

### 2019年
9月26日，發行數字專輯《限定的記憶》，收錄了九位成員各自的單曲。10月6日，NINE PERCENT官方微博發出全體成員畢業合照。10月10日，首部團綜愛奇藝成長紀實真人秀《限定的記憶》開播。10月12日，於廣州體育館進行「限定的記憶」告別演唱會後正式結束團體活動。

## 影視作品

### 專屬綜藝節目
| 年份 | 日期               | 名稱                    | 播出平臺 | 集數 | 備註               |
| 2018 | 6月15日－29日      | 《NINEPERCENT花路之旅》 | 愛奇藝   | 3    | 美國集訓官方紀錄片 |
| 2019 | 10月10日－12月12日 | 《限定的記憶》          | 愛奇藝   | 10   | 成長紀實真人秀     |

## 音樂作品

### 數字專輯
- 粗體字為主打歌

| 專輯 # | 專輯資料                                                                              | 曲目 |
| 1st    | 《TO THE NINES》 - 發行時間：2018年11月20日 - 語言：中文、英文 - 唱片公司：永稻星娱乐 | 曲目 1. 創新者 2. I Need A Doctor 3. Good Things 4. 了不起的9% 5. Ei喔Ei喔 6. 一起跳舞吧 7. 離不開 |
| 2nd    | 《限定的記憶》 - 發行時間：2019年9月26日 - 語言：中文、英文 - 唱片公司：永稻星娱乐    | 曲目 1. 夢（蔡徐坤） 2. 為你綻放（陳立農） 3. Umbrella（范丞丞） 4. 掙脫（黃明昊） 5. Like A Star（林彥俊） 6. Hi Buddy（朱正廷） 7. Lovelab（王子異） 8. 熱氣球（王琳凯） 9. Maybe Someday（尤長靖） |

## 演唱會

### 粉絲見面會
| 年份                            | 日期    | 城市 | 地點                       |
| 巡迴粉絲見面會《THX with LOVE》 |         |      |                            |
| 2018                            | 5月5日  | 上海 | 上海梅賽德斯奔馳文化中心   |
| 2018                            | 5月6日  | 上海 | 上海梅賽德斯奔馳文化中心   |
| 2018                            | 5月19日 | 泉州 | 泉州海峽體育中心體育館     |
| 2018                            | 5月25日 | 北京 | 北京凱迪拉克中心           |
| 2018                            | 5月26日 | 北京 | 北京凱迪拉克中心           |
| 2018                            | 6月2日  | 深圳 | 深圳灣體育中心體育館       |
| 2018                            | 6月3日  | 深圳 | 深圳灣體育中心體育館       |
| 2018                            | 6月9日  | 南京 | 南京奥體中心體育館         |
| 2018                            | 6月10日 | 南京 | 南京奥體中心體育館         |
| 2018                            | 6月16日 | 天津 | 天津體育館                 |
| 2018                            | 6月17日 | 天津 | 天津體育館                 |
| 2018                            | 6月30日 | 杭州 | 浙江杭州黃龍體育中心體育館 |
| 2018                            | 7月1日  | 杭州 | 浙江杭州黃龍體育中心體育館 |
| 2018                            | 7月8日  | 濟南 | 濟南奥體中心體育館         |
| 2018                            | 7月22日 | 長沙 | 長沙國際會展中心           |
| 2018                            | 7月27日 | 武漢 | 武漢光谷國際網球中心       |
| 2018                            | 7月28日 | 武漢 | 武漢光谷國際網球中心       |

### 專輯發布分享會
| 年份                           | 日期     | 城市 | 地點                     | 出席成員                         | 備註   |
| 《TO THE NINES》專輯發布分享會 |          |      |                          |                                  |        |
| 2018                           | 11月12日 | 北京 | 北京凯迪拉克中心M空間    | 全員                             | 發布會 |
| 2018                           | 11月22日 | 深圳 | 深圳福田體育公園         | 全員（除林彥俊、王琳凱、尤長靖） | 分享會 |
| 2018                           | 11月24日 | 廣州 | 廣州白雲國際會議中心     | 全員（除林彥俊、王琳凱）         | 分享會 |
| 2018                           | 11月25日 | 南京 | 南京奧體中心副館         | 全員（除林彥俊、王琳凱）         | 分享會 |
| 2018                           | 11月27日 | 上海 | 上海國家會展中心虹館EH館 | 全員（除林彥俊、王琳凱）         | 分享會 |
| 2018                           | 11月30日 | 重慶 | 重慶江南體育中心體育館   | 全员                             | 分享會 |

### 告別演唱會
| 年份                     | 日期     | 城市 | 舉行地點        |
| 告別演唱會《限定的記憶》 |          |      |                 |
| 2019                     | 10月12日 | 廣州 | 廣州體育館1號館 |

## 慈善公益
2018年4月28日，NINE PERCENT向韩红爱心慈善基金會捐贈人民幣200萬元。

## 獎項
| 年份 | 頒獎單位                   | 獎項                       | 作品名稱         | 結果   | 參考資料 |
| 2018 | 《2018全球华人歌曲排行榜》 | 年度最受欢迎乐队及组合     | 不適用           | 提名   | [ 32 ]   |
| 2018 | 《愛奇藝尖叫之夜年度盛典》 | 年度組合歌手               | 獲獎             | [ 33 ] |          |
| 2018 | 《愛奇藝尖叫之夜年度盛典》 | 尖叫男團                   | 獲獎             | [ 33 ] |          |
| 2018 | 《搜狐時尚盛典》           | 年度偶像组合               | 提名             | [ 34 ] |          |
| 2018 | 《第十二届音樂盛典咪咕匯》 | 年度最佳數字專輯           | 《TO THE NINES》 | 獲獎   | [ 35 ]   |
| 2018 | 《第十二届音樂盛典咪咕匯》 | 年度最受歡迎組合           | 不適用           | 獲獎   | [ 35 ]   |
| 2018 | 《第十二届音樂盛典咪咕匯》 | 年度最佳人氣男歌手（組合） | 獲獎             |        | [ 35 ]   |
| 2019 | 《2018微博之夜》           | 微博年度最佳團體           | 獲獎             | [ 36 ] |          |
| 2019 | 《2019全球华人歌曲排行榜》 | 年度最受歡迎組合           | 獲獎             | [ 37 ] |          |

## 外部連結

### NINE PERCENT的官方網站
- NINE PERCENT的新浪微博
- NINE PERCENT的Instagram帳戶
- NINE PERCENT的X（前Twitter）

| - 蔡徐坤的新浪微博 - 陳立農的新浪微博 - 范丞丞的新浪微博 - 黃明昊的新浪微博 - 林彥俊的新浪微博 - 朱正廷的新浪微博 - 王子異的新浪微博 - 王琳凯的新浪微博 - 尤長靖的新浪微博 - 蔡徐坤的Instagram帳戶 - 陳立農的Instagram帳戶 - 范丞丞的Instagram帳戶 - 黃明昊的Instagram帳戶 - 林彥俊的Instagram帳戶 - 朱正廷的Instagram帳戶 - 王子異的Instagram帳戶 - 王琳凯的Instagram帳戶 - 尤長靖的Instagram帳戶 |